# Pichet Krungget
Pichet Krungget (16 de marzo de 1975) es un deportista tailandés que compitió en atletismo adaptado. Ganó cinco medallas en los Juegos Paralímpicos de Verano en los años 2004 y 2008.

## Palmarés internacional
| Juegos Paralímpicos | Juegos Paralímpicos | Juegos Paralímpicos | Juegos Paralímpicos |
| Año                 | Lugar               | Medalla             | Prueba              |
| ------------------- | ------------------- | ------------------- | ------------------- |
| 2004                | Atenas (Grecia)     | Medalla de oro      | 4 × 100 m T53-54    |
| 2004                | Atenas (Grecia)     | Medalla de oro      | 4 × 400 m T53-54    |
| 2004                | Atenas (Grecia)     | Medalla de bronce   | 200 m T53           |
| 2008                | Pekín (China)       | Medalla de plata    | 4 × 100 m T53/54    |
| 2008                | Pekín (China)       | Medalla de plata    | 4 × 400 m T53/54    |